# هیدن پث انترتینمنت
هیدن پث انترتینمنت (به انگلیسی: Hidden Path Entertainment) یک شرکت توسعه‌دهنده بازی ویدئویی آمریکایی است که در بلویو، واشینگتن، ایالات متحده مستقر است. شرکت در سال ۲۰۰۶ توسط مایکل آستین، جیم گاربارینی، دیو مک کوی، جف پوبست و مارک ترانو تأسیس شد. هیدن پث اولین عنوان اصلی خود، Defence Grid: The Awakening را برای رایانه شخصی در سال ۲۰۰۸ و برای ایکس‌باکس در سال ۲۰۰۹ منتشر کرد. عنوان قابل دانلود، Defense Grid تحسین زیادی را به دست آورد و از زمان انتشار بیش از نیم میلیون واحد فروخت. در سال ۲۰۰۹، هیدن پث کار با شرکت ولو جهت به روزرسانی و نگهداری کانتر استرایک: سورس آغاز کرد که بازی در سال ۲۰۰۴ منتشر شد.
هیدن پث با ولو عنوان کانتر-استرایک: گلوبال آفنسیو را توسعه داد که در حال حاضر آخرین بازی از مجموعه کانتر استرایک محسوب می‌شود. بازی در ۲۱ اوت ۲۰۱۲ منتشر شد.
هیدن پث در سال ۲۰۱۳ عنوان عصر فرمانروایان ۲: نسخه اچ‌دی را بر روی استیم منتشر کرد که نسخه به روز شده عصر فرمانروایان ۲: دوران پادشاهان محسوب می‌شود. علاوه بر به روزرسانی گرافیک و قابلیت‌های چند نفره و گسترش اصلی آن، هیدن پث پس از ۱۴ سال گسترش دهنده The Forgotten را نیز منتشر کرد.
به گفته والو، دلیل اینکه آنها اغلب با هیدن پث انترتینمنت همکاری می‌کنند این است که آنان را مدتی می‌شناسند و دفاتر شان «درست در گوشه و کنار» هستند. هیدن پث همچنین در ساخت مدل لفت فور دد ۲ همکاری کرده‌است.

## فهرست بازی‌های ویدئویی
| سال    | عنوان                               | سکو    | سکو     | سکو    | سکو         | سکو         | سکو          | سکو         | سکو           | سکو     |
| سال    | عنوان                               | لینوکس | مکینتاش | ویندوز | پلی‌استیشن ۳ | پلی‌استیشن ۴ | ایکس‌باکس ۳۶۰ | اکس‌باکس وان | نینتندو سوئیچ | اندروید |
| ------ | ----------------------------------- | ------ | ------- | ------ | ----------- | ----------- | ------------ | ----------- | ------------- | ------- |
| ۲۰۰۸   | Defense Grid: The Awakening         | نه     | آری     | آری    | نه          | نه          | آری          | نه          | نه            | نه      |
| ۲۰۱۲   | کانتر-استرایک: گلوبال آفنسیو        | آری    | آری     | آری    | آری         | نه          | آری          | نه          | نه            | نه      |
| ۲۰۱۳   | عصر فرمانروایان ۲: دوران پادشاهان   | نه     | نه      | آری    | نه          | نه          | نه           | نه          | نه            | نه      |
| لغوشده | Windborne                           | نه     | نه      | آری    | نه          | نه          | نه           | نه          | نه            | نه      |
| ۲۰۱۴   | Defense Grid 2                      | آری    | آری     | آری    | نه          | آری         | نه           | آری         | آری           | نه      |
| لغوشده | Chroma                              | آری    | آری     | آری    | نه          | نه          | نه           | نه          | نه            | نه      |
| ۲۰۱۶   | Defense Grid 2: Enhanced VR Edition | نه     | نه      | آری    | نه          | نه          | نه           | نه          | نه            | نه      |
| ۲۰۱۷   | Witchblood                          | نه     | نه      | آری    | نه          | نه          | نه           | نه          | نه            | نه      |
| ۲۰۱۷   | Defense Grid 2: Android VR Edition  | نه     | نه      | نه     | نه          | نه          | نه           | نه          | نه            | آری     |
| ۲۰۱۸   | Brass Tactics: Arena                | نه     | نه      | آری    | نه          | نه          | نه           | نه          | نه            | نه      |
| ۲۰۱۸   | Brass Tactics                       | نه     | نه      | آری    | نه          | نه          | نه           | نه          | نه            | نه      |
| ۲۰۱۹   | Raccoon Lagoon                      | نه     | نه      | آری    | نه          | نه          | نه           | نه          | نه            | نه      |